# عبدالحمیدبیگ قایتاباشی
عبدالحمیدبیگ قایتاباشی (ترکی آذربایجانی: Əbdülhəmid bəy Şərif bəy oğlu Qaytabaşı؛ ۱۸۸۴ – ۱۹۲۰ (۳۶ ساله)) رئیس ستاد کل نیروهای مسلح جمهوری خلق آذربایجان قبل از اشغال آذربایجان از سوی ارتش سرخ در ماه آوریل سال ۱۹۲۰ بود.

## شرح حال
عبدالحمیدبیگ قایتاباشی در سال ۱۸۸۴ در شهر تفلیس تولد یافت. عبدالمجیدبیگ، پدربزرگ عبدالحمید، در اواخر قرن هجدهم از استانبول به تفلیس نقل مکان کرده و خدمت نظامی خود را در نیروی زمینی امپراتوری روسیه آغاز کرده بود. عبدالمجید در زمانی که افسر ارتش امپراتوری عثمانی بود فرماندهی یک هنگ را بر عهده داشت و به همین دلیل او را «هیتاباشی» می‌نامیدند که بعداً توسط روسها به «قایتاباشی» نویسه‌گردانی شده و به او لقب داده شد. پدر عبدالحمید، سرهنگ دوم شریف‌بیگ قایتاباشی به عنوان مترجم در بخش اسناد ارتش روسیه در قفقاز و در سواره نظام قفقاز خدمت می‌کرد.
عبدالحمید هفتمین فرزند او از دومین ازدواجش بود. عبدالحمید دانش‌آموخته مدرسه نظامی پاول در سال ۱۹۰۸ بود. در درجه ستوان دوم، به خدمت نظامی در پیاده‌نظام ذخیره ۲۶۱ شماخی مستقر در الیزابتپل (هم‌اکنون گنجه) گماشته شد. در جریان جنگ جهانی اول در هنگ ۲۰۵ پیاده‌نظام، از زیرمجموعه‌های لشکر ۵۲ پیاده‌نظام سپاه سوم قفقاز می‌جنگید. در ازای شجاعتش در میدان جنگ، عبدالحمید قایتاباشی نشان «سنت ولادیمیر» درجه ۴ را دریافت کرد.

## خدمت نظامی در ارتش آذربایحجان
عبدالحمید قایتاباشی فعالیت‌های نظامی خود را به عنوان افسر میدانی در نیروهای مسلح جمهوری خلق آذربایجان از سر گرفت. در ژانویه ۱۹۱۹ عضو کمیسیون توسعه واحدهای ارتش و مدیریت دفتر نظامی جمهوری دمکراتیک آذربایجان بود. در ۲۵ ژوئن ۱۹۱۹ به درجه سرلشکری ارتقا یافت و متعاقباً در دسامبر همان سال به ریاست ستاد کل نیروهای مسلح آذربایجان رسید.
وی یکی از مجرب‌ترین و کارکشته‌ترین کارشناسان نظامی نیروهای مسلح به‌شمار می‌رفت. پس از اشغال آذربایجان توسط بلشویک‌ها، به سمت رئیس ستاد کل ارتش سرخ در آذربایجان منصوب شد. با این حال، در ژوئن ۱۹۲۰ به اتهام ادعایی نقش‌آفرینی در شورش گنجه با جوخه آتش اعدام شد.